# Roschniw (Kossiw)
Roschniw (ukrainisch Рожнів; russisch Рожнов Roschnow, polnisch Rożnów oder Rożniów) ist ein Dorf in der ukrainischen Oblast Iwano-Frankiwsk mit etwa 5500 Einwohnern (2001).
Es liegt an der Mündung des Tarnowez (Тарновець) in die Rybnyzja (Рибниця) 12 km nordöstlich vom Rajonzentrum Kossiw und etwa 100 km südöstlich der Oblasthauptstadt Iwano-Frankiwsk. Durch die Ortschaft verlaufen die Territorialstraßen T–09–09 und T–09–04.
Das erstmals 1424 erwähnte Dorf gehörte zunächst zur Adelsrepublik Polen-Litauen (Woiwodschaft Ruthenien), lag ab 1772 bis 1918 im österreichischen Kronland Galizien, danach von 1918 bis 1939 in der Zweiten Polnischen Republik (Woiwodschaft Stanislau, Powiat Kosów, Gmina Rożniów) und seit 1939/1945 als Teil der Sowjetunion innerhalb der Ukrainischen SSR sowie seit 1991 der Ukraine.

## Verwaltungsgliederung
Am 6. März 2017 wurde das Dorf zum Zentrum der neu gegründeten Landgemeinde Roschniw (Рожнівська сільська громада/Roschniwska silska hromada), zu dieser zählten auch die 3 in der untenstehenden Tabelle aufgelisteten Dörfer, bis dahin bildete es die Landratsgemeinde Roschniw (Рожнівська сільська рада/Roschniwska silska rada) im Nordosten des Rajons Kossiw.
Folgende Orte sind neben dem Hauptort Roschniw Teil der Gemeinde:
| Name                     | Name        | Name                       | Name       | Name |
| ukrainisch transkribiert | ukrainisch  | russisch                   | polnisch   |      |
| ------------------------ | ----------- | -------------------------- | ---------- | ---- |
| Chimtschyn               | Хімчин      | Химчин (Chimtschin)        | Chomczyn   |      |
| Kobaky                   | Кобаки      | Кобаки (Kobaki)            | Kobaki     |      |
| Malyj Roschyn            | Малий Рожин | Малый Рожин (Maly Roschin) | Rożen Mały |      |

## Persönlichkeiten
1948 kam im Dorf die ukrainische Sängerin, Volkskünstlerin und Held der Ukraine Marija Stefjuk (Марія Юріївна Стеф'юк) zur Welt.